# Air Atlantique
Air Atlantique – brytyjska linia lotnicza z siedzibą w Coventry.

## Flota
- 4 Cessna 404 Titan
- 3 Reims-Cessna F 406
- 3 Cessna 310
- 3 Cessna 402
- 1 Britten-Norman BN2A Islander
- 1 Douglas DC-3